# 2،1،1،1-رباعي فلورو الإيثان
2,1,1,1-رباعي فلورو الإيثان هو مركب عضوي من مركبات الفلوروكربون له الصيغة الكيميائية C2H2F4، والتي يمكن أن تكتب على الشكل CH2FCF3، ويكون على شكل غاز عديم اللون.
للمركب الرمز HFC-134a، كذلك R-134a، وهو يستخدم في مجال التثليج.

## التحضير
يحضر المركب من إجراء عملية فلورة للهيدروكربونات الموافقة، وقد حضر لأول مرة في أوائل تسعينات القرن العشرين كبديل لمركب ثنائي كلورو ثنائي فلورو الميثان (R-12)، والذي كان يسبب نضوب الأوزون.

## الخواص
يكون المركب على شكل غاز عديم اللون في الشروط القياسية من الضغط ودرجة الحرارة، وعندما يكون في الحالة السائلة تحت الضغط له لون أزرق فاتح.
لا يتسبب HFC-134a في نضوب الأوزون، ولكن له تأثير في احتمالية حدوث احترار عالمي (GWP) تبلغ 1430.

## الاستخدامات
يستخدم 2,1,1,1-رباعي فلورو الإيثان (R-134a) كمادة من مواد التثليج في تكييف الهواء في صناعة السيارات، إلا أنه يستبدل حالياً بمركب فلوري آخر وهو 3،3،3،2-رباعي فلورو البروبين (HFO-1234yf)، إذ توقف استخدامه في أجهزة التكييف المدمجة في السيارات المصنوعة في أوروبا منذ سنة 2011.
كما يستخدم كمادة دافعة في عبوات التنظيف، وكذلك كمادة مذيبة عضوية من أجل استخلاص المواد المنكهة والعطرية، وذلك كبديل محتمل لمركب ثنائي أكسيد الكربون فوق الحرج.